# 丹卡·科維妮奇
丹卡·科維妮奇（英語：Danka Kovinić，1994年11月18日—）是蒙特內哥羅职业网球女运动员，2010年轉職業。她的WTA生涯最高單打排名為第46（2016年2月22日）。

## 外部連結
- 丹卡·科維妮奇的国际女子网球协会官方資料（英文）
- 丹卡·科維妮奇的國際網球總會 職業／青少年 官方資料（英文）
- Fed Cup - Player profile - Danka Kovinić (MNE)（页面存档备份，存于）